# Карлито
Карлито (Carlos Edwin Colon Coates) е латиноамерикански кечист. Роден е на 21 февруари 1979 в Сан Хуан, Пуерто Рико. Ръста му е 1,78 м.

## Сценични имена
Карли, Бандо, Карли Колон Карлито, Карибският Готин
Завършващ удар: Cool Breaker (Carlito's way-DDT) Баща му Карлос Колон старши също е кечист. От всички кечисти най-много уважава баща си и Рей Мистерио.

## Титли
WWE Intercontinental Championship, WWE United States Championship, много титли в WWC